# Parmena balearica
Parmena balearica är en skalbaggsart. Parmena balearica ingår i släktet Parmena och familjen långhorningar.

## Underarter
Arten delas in i följande underarter:
- P. b. balearica
- P. b. minoricensis